# 歐蘭猿
歐蘭猿（Ouranopithecus macedoniensis），又名奧蘭諾古猿、烏朗諾古猿或奧蘭諾猿人，是在希臘發現的史前人科物種，估計屬於中新世晚期。基於發掘得的歐蘭猿牙齒及面部化石，牠可能是森林古猿。但是歐蘭猿比較接近猩猩，而森林古猿亞科則較接近人亞科的原始人，當中一些甚至是在猿分支以外的。歐蘭猿的額竇像人類及其他現今非洲的猿，故一些學者指歐蘭猿可能是人類及非洲猿的最後共同祖先。

## 與人類和猿的關係
歐蘭猿有可能是人類和其他大猿的共同祖先。

## 形態
歐蘭猿的面部很大及闊，有明顯的眶上隆凸，眼窩呈正方形。牠相對的身型很大。歐蘭猿的臼齒較厚及有低的尖端，表面有琺瑯質覆蓋。從其牙齒上可見牠們是兩性異形的。雄性歐蘭猿的犬齒較大，下顎有前臼齒。

## 食性
由於歐蘭猿的第二臼齒有很深的凹痕，相信牠們是吃較堅硬的食物，如堅果或塊莖。

## 外部連結
- http://members.tripod.com/cacajao/taxonomy_primata.html （页面存档备份，存于）
- Mikko's Phylogeny archive